# 砦村
砦村（とりでむら）は、熊本県の北部、菊池郡にあった村。

## 歴史
- 1889年4月1日 - 町村制施行。山崎村、水次村、岡田村、流川村、辺田村、台村、荒牧村、高田村、瀬戸口村が合併して菊池郡砦村が成立。
- 1954年11月1日 - 加茂川村、清泉村と合併して七城村となり消滅。

## 学校
- 砦村立砦小学校